# 1971年逝世人物列表
1971年逝世人物列表：1月 - 2月 - 3月 - 4月 - 5月 - 6月 - 7月 - 8月 - 9月 - 10月 - 11月 - 12月
下面是1971年逝世的知名人士列表。

## 1月

### 3日
- 卡洛·布拉加，菲律賓羅馬天主教神父、大主教和上帝的僕人[1]

### 4日
- 亞瑟·福特（Arthur Ford），美國靈媒和千里眼[2]

### 5日
- 道格拉斯·希勒，加拿大電影音響工程師

### 10日
- 可可·香奈尔，香奈兒創辦人[3]

### 11日
- 海珊·奧維尼，黎巴嫩第18任總理[4]

### 12日
- 第一代托維男爵約翰·托維，英國海軍上將

### 14日
- 吉列爾莫·德·托雷，西班牙達達主義作家

### 15日
- 約翰·達爾，美國演員

### 17日
- 洛塔爾·倫杜利克，奧地利出生的德國將軍

### 20日
- 吉爾伯特·安德森，美國演員、導演、作家和製片人

### 24日
- 比爾·W.，匿名戒酒會聯合創始人[5]

### 25日
- 赫爾曼·霍特，德國將軍[6]

### 27日
- 雅各·阿本斯，瓜地馬拉第19任總統

### 28日
- 唐纳德·威尼科特，英國精神分析學家

## 2月

### 1日
- 拉烏爾·豪斯曼，奧地利藝術家[7]

### 3日
- 傑伊·C·菲利彭，美國演員[8]

### 4日
- 布羅克·奇澤姆，加拿大軍人、精神科醫生[9]

### 5日
- 馬蒂亞斯·拉科西，匈牙利第43任總理[10]

### 6日
- 福留繁，日本海軍上將

### 12日
- 詹姆斯·卡什·彭尼，美國商人，J.C.彭尼的創始人[11]

### 17日
- 阿道夫·柏利，美國律師、教育家、作家和外交官。

### 18日
- 海梅·德·巴羅斯·卡馬拉，巴西大主教

### 19日
- 易卜拉欣·穆罕默德·賈法爾，汶萊政治家

### 25日
- 特奥多尔·斯韦德贝里，瑞典化學家，諾貝爾獎獲得者

## 3月

### 3日
- 安東尼奧·席爾瓦，葡萄牙演員

### 7日
- 史蒂夫·史密斯，英國詩人和小說家[12]

### 8日
- 哈羅德·勞埃德，美國演員和電影製片人

### 9日
- 安东尼·伯克莱·考克斯，英國作家
- 西里爾六世，科普特東正教牧首

### 11日
- 費羅·法恩斯沃斯，美國電視先驅
- C.D.布羅德，英國哲學家

### 12日
- 大衛·伯恩斯，美國演員

### 16日
- 貝比·丹尼爾斯，美國女演員
- 紐約州州長托马斯·杜威;美國總統候選人

### 22日
- 內拉·沃克，美國女演員和沃德維利安

### 23日
- 巴茲爾·迪爾登，英國電影導演

### 24日
- 阿纳·雅各布森，丹麥建築師和設計師

## 4月

### 3日
- 約瑟夫·瓦拉奇，美國黑幫老大[13]

### 6日
- 伊戈尔·斯特拉文斯基，俄羅斯作曲家[14]

### 12日
- 伊戈尔·塔姆，俄羅斯物理學家，諾貝爾獎獲得者[15]

### 15日
- 弗里德伯特·圖格拉斯，愛沙尼亞作家和評論家[16]

### 20日
- 塞西爾·派克，英國演員[17]

### 21日
- 弗朗索瓦·杜瓦利埃，海地第32任總統[18]
- 埃德蒙·洛，美國演員

### 25日
- 宋子文，中華民國總理[19]

### 30日
- 阿尔宾·斯滕罗斯，芬蘭運動員

## 5月

### 1日
- 葛籣達·法瑞爾，美國女演員

### 5日
- 維奧萊特·傑索普，阿根廷出生的英國泰坦尼克號倖存者[20]

### 6日
- 海倫·魏格爾，德國女演員[21]

### 8日
- 第一代瑪律文子爵戈弗雷·哈金斯，英國出生的羅得西亞政治家和醫生，羅得西亞總理

### 11日
- 肖恩·勒马斯，愛爾蘭第四任總理

### 12日
- 托爾·詹森，瑞典摔跤手和演員

### 19日
- 奧格登·納什，美國詩人[22]

### 27日
- 奇普斯·拉弗蒂，澳大利亞演員

### 28日
- 金一葉，韓國作家、記者、女權主義活動家、佛教尼姑
- 奥迪·墨菲，美國二戰英雄和演員
- 讓·維拉爾，法國舞台演員

### 30日
- 马塞尔·迪普雷，法國作曲家

## 6月

### 1日
- 萊因霍爾德·尼布爾，美國神學家
- 阿克塞爾·雅各森·波格丹諾夫，挪威共產主義者

### 4日
- 傑爾吉·盧卡奇，匈牙利馬克思主義哲學家、美學家、文學史學家和評論家[23]

### 10日
- 邁克爾·雷尼，英國演員

### 13日
- 加斯托内·巴尔迪，意大利男子足球運動員

### 14日
- 卡洛斯·加西亞，菲律賓第8任總統

### 15日
- 温德尔·梅雷迪思·斯坦利，美國化學家，諾貝爾獎獲得者

### 18日
- 湯瑪斯·戈麥斯，美國演員
- 利比·霍爾曼，美國歌手和女演員
- 保罗·卡雷尔，瑞士化學家，諾貝爾獎獲得者

### 19日
- 加菲爾德·伍德，美國摩托艇賽車手

### 25日
- 约翰·博伊德·奥尔，教師、醫生、政治家

### 29日
- 联盟11号的機組人員：
  - 喬治·多布羅沃爾斯基
  - 维克托·帕察耶夫
  - 弗拉迪斯拉夫·沃爾科夫

### 30日
- 赫伯特·比伯曼，猶太裔美國編劇和電影導演

## 7月

### 1日
- 威廉·劳伦斯·布拉格，物理學家
- 莉亞里·康斯坦丁，特立尼達板球運動員

### 3日
- 吉姆·莫里森，27歲，美國創作歌手和詩人。

### 4日
- 莫裡斯·鮑拉，英國評論家和學者[24]
- 奥古斯特·德雷斯，美國作家和選集學家[25]
- 湯瑪斯·哈特，美國海軍上將和政治家

### 6日
- 路易斯·阿姆斯特朗，70歲，美国爵士音乐家。
- 罗杰·亚当斯，美國有機化學家

### 7日
- 奥托·奥森，挪威男子體操運動員。

### 13日
- 蜜雪兒·聖但尼，法國演員、戲劇導演、戲劇理論家和廣播員[26]

### 17日
- 克里夫·愛德華茲，美國演員

### 19日
- 第一代赫弗男爵約翰·雅各·阿斯特，美國出生的英國商人

### 21日
- 邁克爾·索莫吉，匈牙利裔美國生物化學家[27]

### 23日
- 范·赫夫林，美國演員
- 威廉·塔布曼，利比瑞亞第19任總統

### 24日
- 艾倫·羅索恩，英國作曲家

### 26日
- 黛安·阿布斯，美國攝影師

## 8月

### 5日
- 羅雅爾·里夫，美國發明家

### 11日
- 約翰·伯頓·克萊蘭，澳大利亞博物學家、微生物學家、真菌學家和鳥類學家

### 13日
- W·O·本特利，英國工程師及賓利汽車始創人[28]
- 金·柯提斯，美國薩克斯管演奏家

### 15日
- 保羅·盧卡斯，匈牙利出生的美國演員

### 17日
- 威廉·利斯特，德國陸軍元帥

### 21日
- 喬治·傑克遜，美國作家

### 24日
- 卡爾·布萊根，美國考古學家

### 25日
- 泰德·路易斯，美國音樂家和藝人

### 27日
- 瑪格麗特·伯克-懷特，美國攝影師
- 貝內特·瑟夫，美國出版商[29]

### 28日
- 第一代奧克西男爵傑弗里·勞倫斯，二戰後紐倫堡審判期間的英國法官

## 9月

### 7日
- 斯普林·賓頓，美國女演員

### 8日
- 埃米特·托皮诺，美國奧運運動員

### 10日
- 皮爾·安傑利，義大利女演員

### 11日
- 貝拉·達爾維，波蘭出生的女演員
- 珀西·赫爾頓，美國演員[30]
- 喬·喬丹，美國拉格泰姆作曲家[31]
- 尼基塔·赫鲁晓夫，蘇聯領導人

### 13日
- 林彪，中國國防部長

### 14日
- 塔拉桑卡爾·班迪奧帕德亞伊，孟加拉國小說家

### 19日
- 威廉·奧爾布賴特，美國考古學家和聖經學者[32]

### 20日
- 喬治·塞菲里斯，希臘作家，諾貝爾獎獲得者

### 21日
- 貝爾納多·海珊賽，阿根廷生理學家，諾貝爾獎獲得者

### 23日
- 詹姆斯·韋德爾·亞歷山大，拓撲學家
- 陈龙泉，中華人民共和國政治人物
- 比利·吉伯特，美國演員

### 25日
- 休戈·布萊克，美國政治家及法學家

## 10月

### 3日
- 莉亞·貝爾德，美國女演員

### 10日
- 西里尔·伯特，英國教育心理學家

### 11日
- 切斯特·康克林，美國演員

### 12日
- 迪安·艾奇逊，美國律師、政治家
- 吉恩·文森特，美國歌手

### 17日
- 謝爾蓋·卡夫塔拉澤，蘇聯政治家和外交官

### 19日
- 貝蒂·布朗森，美國女演員

### 21日
- 雷蒙德·哈頓，美國演員
- 志贺直哉，日本作家

### 24日
- 卡尔·拉格尔斯，美國作曲家

### 29日
- 杜安·奧爾曼，美國搖滾吉他手，奧爾曼兄弟樂隊的聯合創始人和領導者
- 阿尔内·蒂塞利乌斯，瑞典化學家，諾貝爾獎獲得者

## 11月

### 1日
- 格特魯德·馮·勒福特，德國小說、詩歌和散文作家[33]

### 2日
- 瑪莎·維克斯，美國女演員

### 4日
- 吉列尔莫·莱昂·巴伦西亚，哥倫比亞第21任總統

### 9日
- 莫德·費利，美國舞臺和電影演員

### 10日
- 沃爾特·范·蒂爾堡·克拉克，美國小說家[34]

### 11日
- A.P.赫伯特，英國幽默家、小說家和政治家[35]

### 14日
- 漢娜·諾依曼，德國數學家

### 16日
- 伊迪·塞奇威克，美國女演員和模特

### 17日
- 格拉迪斯·庫珀，英國女演員

### 22日
- 約瑟夫·扎卡里亞斯，匈牙利足球運動員和經理

### 23日
- 草鹿龍之介，日本海軍上將

### 25日
- 漢克·曼恩，美國喜劇演員

### 26日
- 詹姆斯·阿爾貝里奧內，義大利羅馬天主教神父和祝福

### 28日
- 瓦斯菲·塔爾，三屆約旦首相
- 格蘭特利·赫伯特·亞當斯，巴巴多斯第一任總理

### 29日
- 伊迪絲·托爾金，J·R·R·托爾金的英國妻子和靈感來源[36]

### 30日
- 伊利·克雷烏萊斯庫，羅馬尼亞將軍[37]

## 12月

### 2日
- 德文特·霍爾·凱恩，英國演員

### 5日
- 安德烈·安德烈耶夫，蘇聯政治人物

### 6日
- 瑪蒂爾德·克謝辛斯卡，俄羅斯芭蕾舞演員

### 9日
- 拉尔夫·本奇，美國政治學家、外交家
- 埃涅阿斯·弗蘭肯·威廉姆斯，英國傳教士，蘇格蘭教會牧師、作家和詩人[38]

### 10日
- 聖哥達·海因里奇，德國將軍

### 12日
- 艾倫·莫頓，蘇格蘭足球運動員
- 大衛·沙諾夫，美國廣播電視先驅

### 15日
- 保羅·利維，法國數學家

### 18日
- 鮑比·瓊斯，美國高爾夫球手
- 戴安娜·林恩，美國女演員

### 20日
- 羅伊·迪斯尼，美國製片廠主管

### 22日
- 沃尔特·拜伦，加拿大冰球運動員
- 奥斯汀·克拉普，美國男子游泳、水球運動員。
- 戈弗里德·博曼斯，荷蘭作家

### 24日
- 瑪麗亞·克普克，德國鳥類學家

### 26日
- 羅伯特·洛瑞，美國演員

### 28日
- 馬克斯·史坦納，奧地利出生的電影作曲家[39]

### 30日
- 喬·卡爾斯，荷蘭政治家和法學家，荷蘭首相（1965-1966）
- 多蘿西·科明戈，美國女演員

### 31日
- 彼特·杜爾，美國演員
- 馬林·賽斯，美國電影女演員[40]

## 日期不詳
- 奧利維爾·彼特納，匈牙利畫家[41]